# Fajanse z Delftu

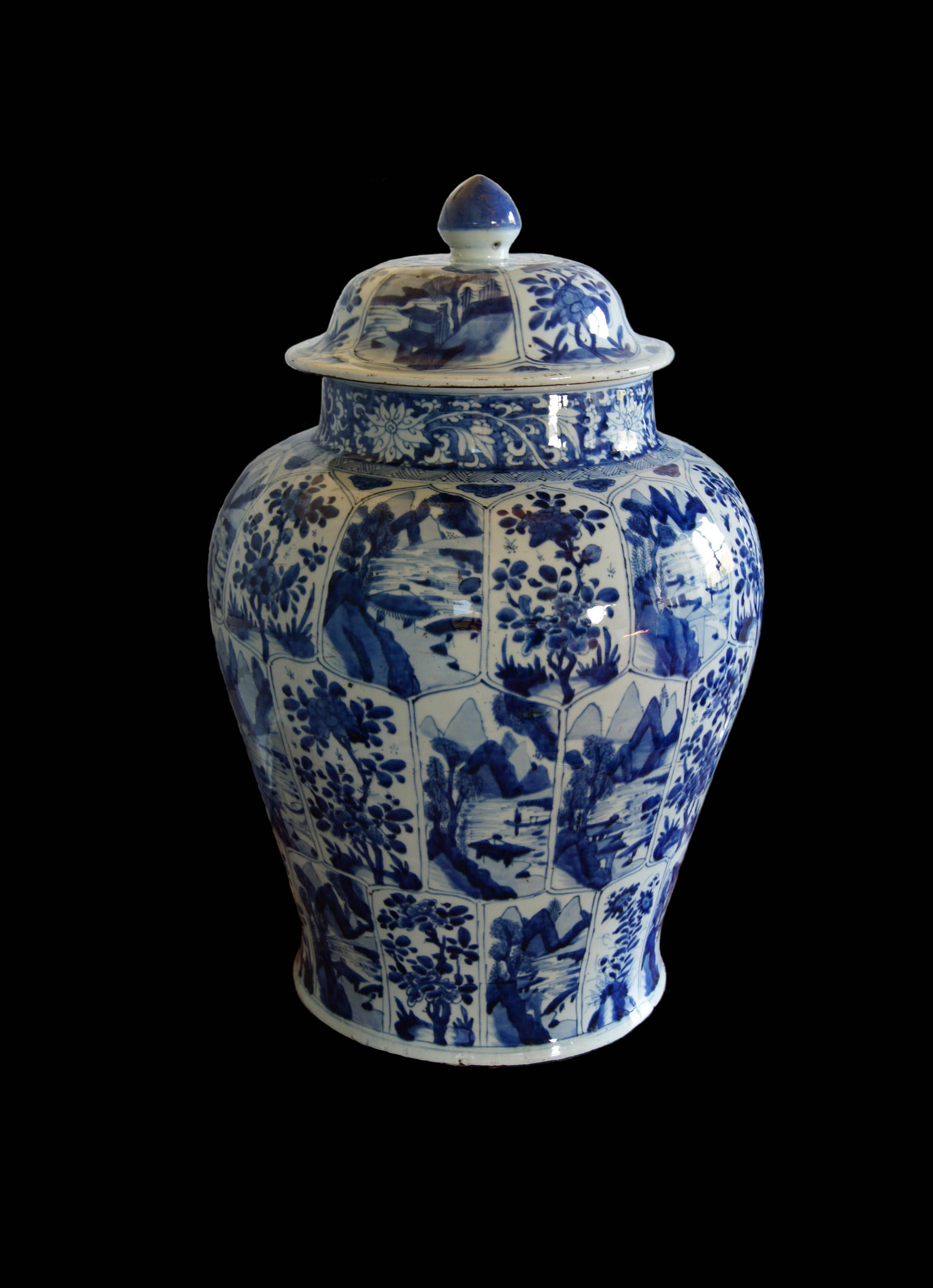
Fajansowy wazon z Delftu, XVII wiek, Vaux-le-Vicomte

Fajanse z Delftu lub delfty (nid. Delfts blauw) – wyroby dekoracyjne i użytkowe wykonane w technice fajansu z ręcznie malowanymi dekoracjami w kolorze niebieskim na białym tle ze szkliwa cynowego, pochodzące z XVII do połowy XIX wieku i wyprodukowane w manufakturach zlokalizowanych w holenderskim mieście Delft.
Fajanse z Delftu powstały w XVII wieku jako substytut (imitacja) prawdziwej porcelany importowanej wówczas z Chin. Największą popularnością cieszyły się od 1650 do 1750 roku.

## Historia

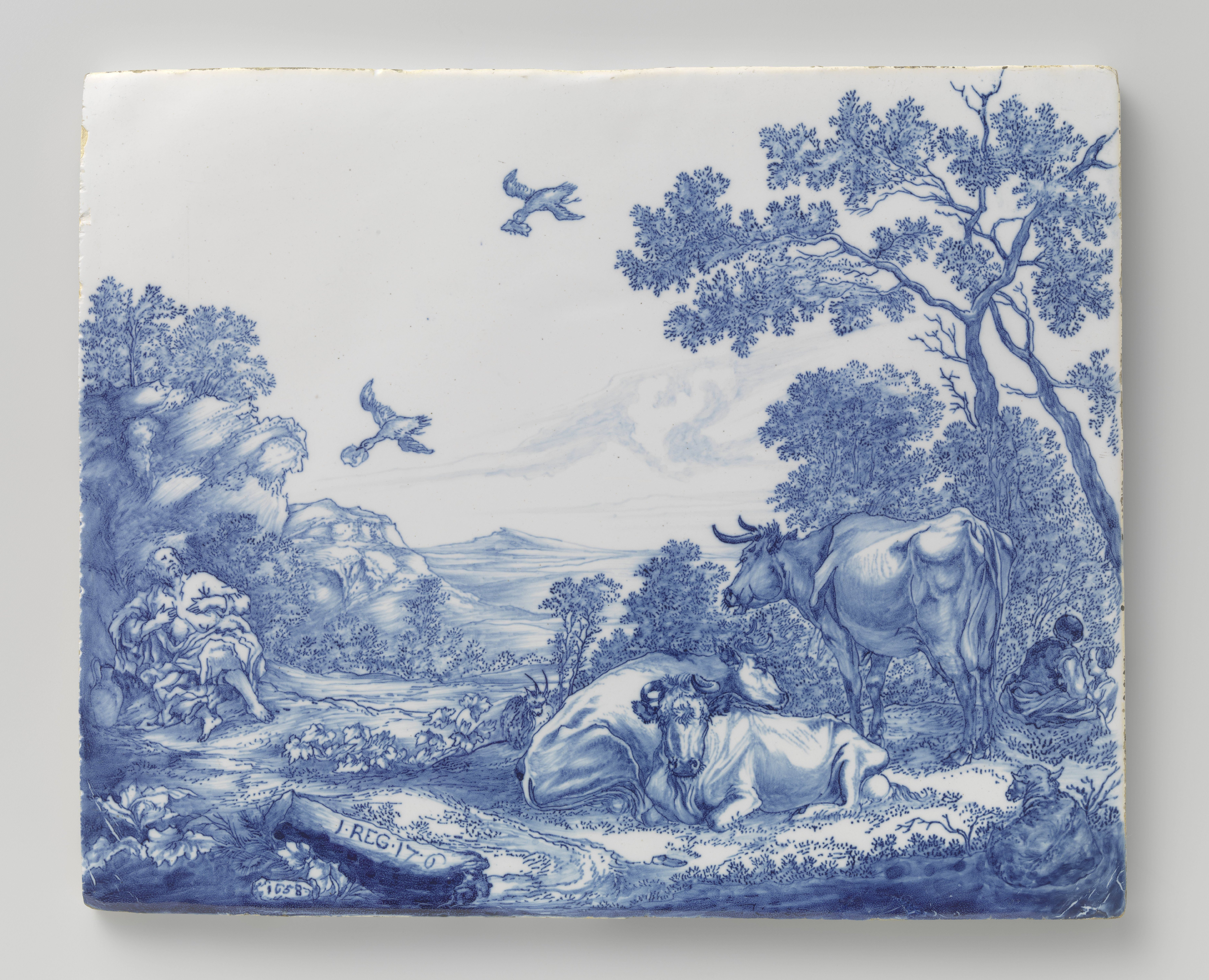
Płytka fajansowa przedstawiająca proroka Eliasza, któremu kruki przynoszą pożywienie, 24,5 × 30 cm, 1658, Rijksmuseum

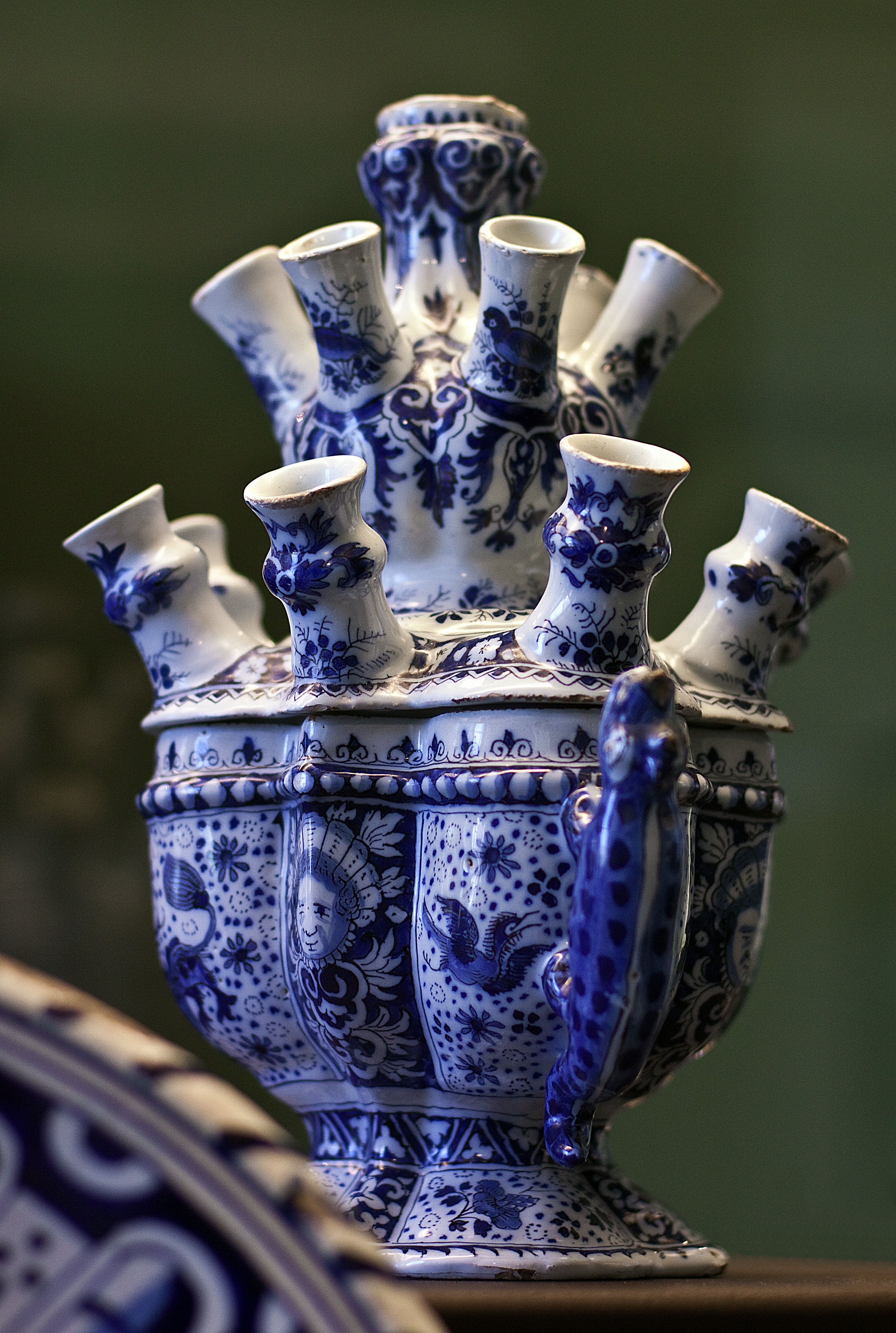
Bukietiera na tulipany, 1700–1800, Museum Boijmans Van Beuningen

Flamandzcy garncarze przybyli do Delftu z terenów dzisiejszej Belgii po upadku Antwerpii w 1585 roku i zapoczątkowali rozwój tutejszego garncarstwa.
Najprawdopodobniej pierwsza wytwórnia fajansów powstała w Delfcie pod koniec XVI wieku. Od 1602 roku, po powstaniu Holenderskiej Kompanii Wschodnioindyjskiej, do Holandii zaczęto importować z Chin prawdziwą chińską porcelanę. Był to w owych czasach artykuł ekskluzywny i bardzo drogi. Chińska porcelana z niebieskimi dekoracjami na białym tle przypadła do gustu Holendrom i wkrótce miejscowi garncarze, którzy do tej pory produkowali wyroby z majoliki, podjęli starania w celu wyprodukowania przedmiotów podobnych do porcelanowych, ale używając do tego celu materiałów znanych w Europie, czyli w szczególności bez użycia kaolinu. W pierwszej połowie XVII wieku, gdy próby imitowania chińskiej porcelany powiodły się, szybko zaczęły powstawać nowe fabryki. Dodanie marglu pozwoliło otrzymać delikatniejsze wyroby, które nazwano fajansami. W połowie XVII wieku działały w Delfcie 32 wytwórnie fajansów. W XVII i XVIII wieku fajansowe naczynia z Delftu były na terenie Holandii nazywane „porcelaną holenderską” (j. nid. Delftsch porceleyn). W okresie największego rozkwitu produkowano miliony sztuk rocznie, które były eksportowane do tak odległych zakątków świata jak Boston czy Curacao.
W drugiej połowie XVIII wieku sprzedaż wyrobów fajansowych z Delftu zaczęła zmniejszać się, ich jakość obniżać, a fabryki zaczęły podupadać. Przyczyniły się do tego: odkrycie surowców do produkcji prawdziwej porcelany (kaolinitu), masowe importowanie porcelany z Chin do Europy oraz opracowanie w 1746 roku przez angielskiego farmaceutę Williama Cookworthy’ego metody otrzymywania wypalającej się na biało gliny, która nie wymagała nakładania białej glazury i gwarantowała produkt lepszej jakości niż fajans z Delftu. Napływ tańszych wyrobów, głównie angielskiej porcelany, spowodował około 1800 roku ostateczny upadek wytwórni fajansów w Delfcie.
W 1700 roku istniały 33 wytwórnie w Delfcie, które eksportowały swoje wyroby. W 1750 roku były aktywne 24 wytwórnie, a około 1800 roku działało ich już tylko 10. Ostatecznie w 1840 roku, dzięki nastawieniu się na masową produkcję taniej ceramiki o niskiej jakości, pozostała tylko jedna z fabryk (dzisiejsza De Porceleyne Fles). W 1884 inżynier Joost Thooft przywrócił wyrobom z Delftu ich dawne dobre imię poprzez wprowadzenie ulepszonej technologii produkcji, dającej produkt o podobnej jakości do porcelany angielskiej. Za zasługi dla przemysłu ceramicznego w 1919 roku fabrykę uhonorowano tytułem Koninklijk, czyli „królewska”. Fabryka Royal Delft/Koninklijke Porceleyne Fles założona w 1653 roku była jedyną, która przetrwała i funkcjonuje do dzisiaj.

## Cechy rozpoznawcze

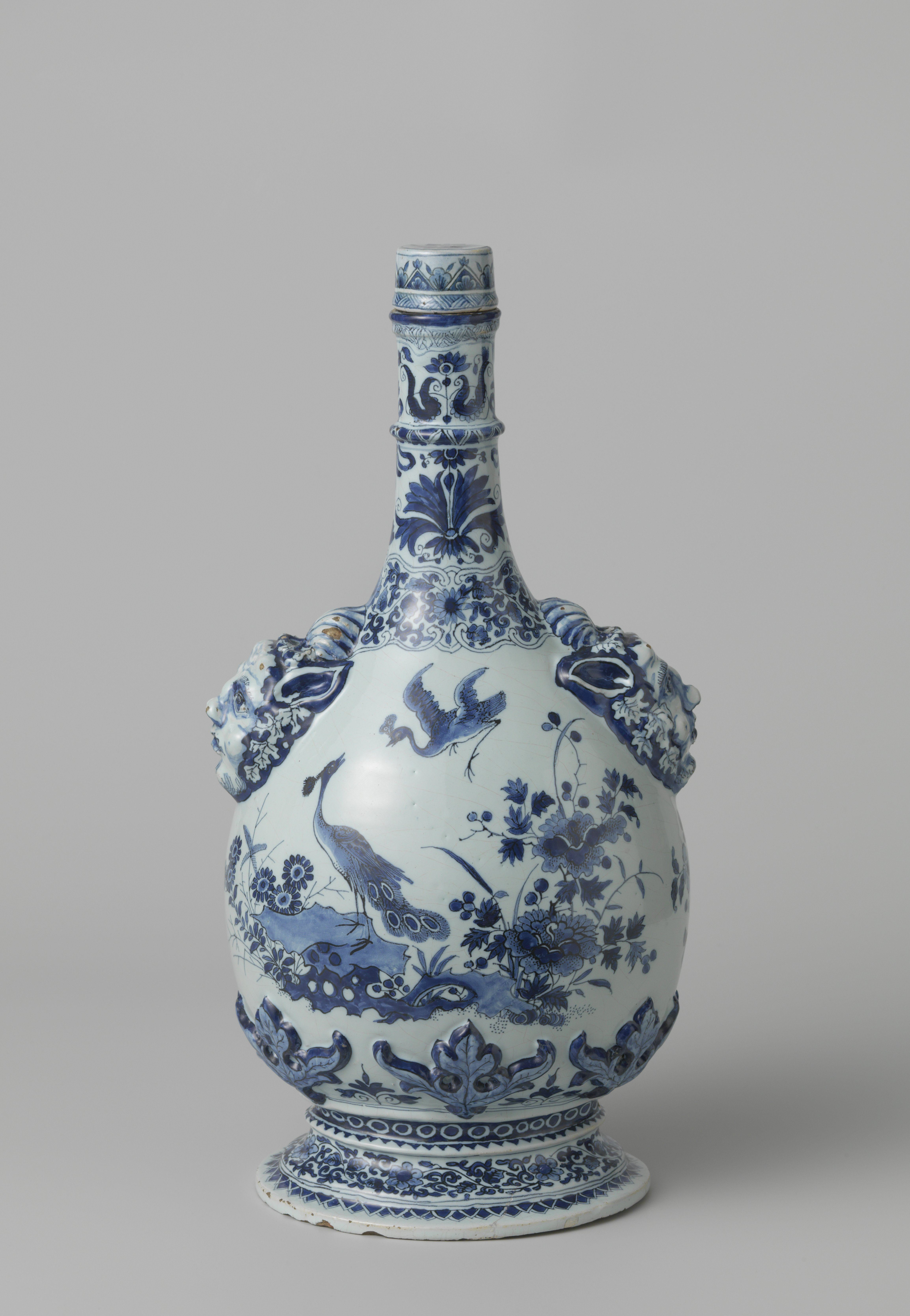
Butla pielgrzyma dekorowana na modłę chińską, ok. 1680–1685. Rijksmuseum

Do charakterystycznych cech prawdziwych fajansów z Delftu pochodzących z XVII do połowy XIX wieku należą:
- cienkie, żółtawe brzegi potłuczonych kawałków (glina wypalająca się na żółto),
- pokrycie (najczęściej) białym i nieprzezroczystym szkliwem cynowym ze wszystkich stron, które tworzy powierzchnię do malowania (obecnie ten sposób szkliwienia stosuje jedynie fabryka Koninklijke Tichelaar w Makkum; od około 1890 roku fabryka De Koninklijke Porceleyne Fles z Delftu używa innej techniki dającej podobny efekt),
- odciski z tyłu lub od spodu pozostałe po zawieszeniu podczas wypalania w piecu,
- łatwe odłamywanie szkliwa,
- znak manufaktury[10],
- oznaki zniszczenia (starości)[10].

Nazwa „fajanse z Delftu” odnosi się wyłącznie do wyrobów powstałych w manufakturach zlokalizowanych w mieście Delft. Na terenie Holandii fajanse szkliwione cyną według tego samego procesu technologicznego wytwarzano także w innych miejscach, m.in. w Rotterdamie i Fryzji. Częstym błędem jest uznawanie kafli czy płytek fajansowych za wyrób z Delftu. Tzw. flizy przybywały zazwyczaj jako balast na statkach handlowych z różnych miast portowych Holandii, m.in. z Rotterdamu, Utrechtu, Amsterdamu czy Harlingen. Fliz najpierw używano do okładania ścian w celu ochrony przed wilgocią, a od XVII wieku głównie w celach dekoracyjnych sieni i przestrzeni użytkowej, ze względu na motywy przedstawiające pejzaże, ludzi i zwierzęta. Jednak manufaktury w Delfcie nigdy nie zajmowały się ich produkcją.

## Wyroby i ich dekoracje

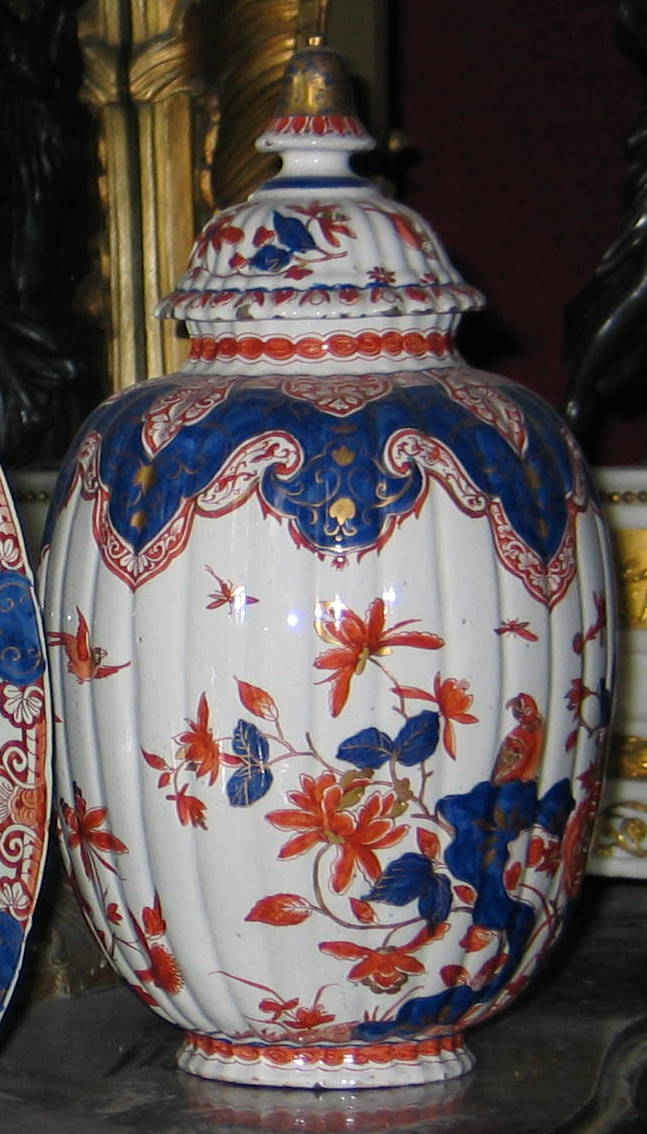
Żebrowany wazon w stylu imari, będący imitacją japońskiej porcelany, nazywany Delft doré, wykonany w manufakturze Griekse A między 1700–1720, Museum Geelvinck-Hinlopen Huis

W Delfcie produkowano fajanse dekoracyjne i użytkowe: wazony, flakony, talerze, dzbany do wina i piwa, świeczniki, naczynia stołowe (solniczki, misy, wazy, maselniczki, półmiski, czajniczki i czarki do herbaty, talerze), a także spluwaczki oraz naczynia apteczne do przechowywania medykamentów (albarelle).
Cechą wyróżniającą fajanse holenderskie było odejście od wielobarwnych dekoracji na rzecz różnych odcieni błękitu kobaltowego. Każda fabryka fajansów w Delfcie miała własną recepturę otrzymywania charakterystycznych niebieskich odcieni.
Na początku wyroby fajansowe z Delftu były dekorowane na wzór porcelany z chińskiej dynastii Ming. Wykorzystywano także ilustracje z książek podróżniczych i przedstawienia Dalekiego Wschodu. Dopiero później zaczęto dekorować fajanse charakterystycznymi motywami niderlandzkimi.
Do ozdoby fajansowych naczyń wykorzystywano: motywy chińskie, kwiatowe, europejskie, sceny figuralne, przedstawienia ptaków, pejzaże, sceny religijne, historyczne, heraldyczne, mitologiczne i rodzajowe. Uzyskany efekt zdobniczy określany był mianem delikatnego i eleganckiego.
Fajanse z Delftu były ręcznie malowane przez (w większości) anonimowych artystów. Od 1750 roku zaczęto stosować techniki drukarskie (patrony i odbijanki).
W Polsce przedmioty tego typu są potocznie nazywane „delftami”.

## Inne rodzaje fajansów z Delftu

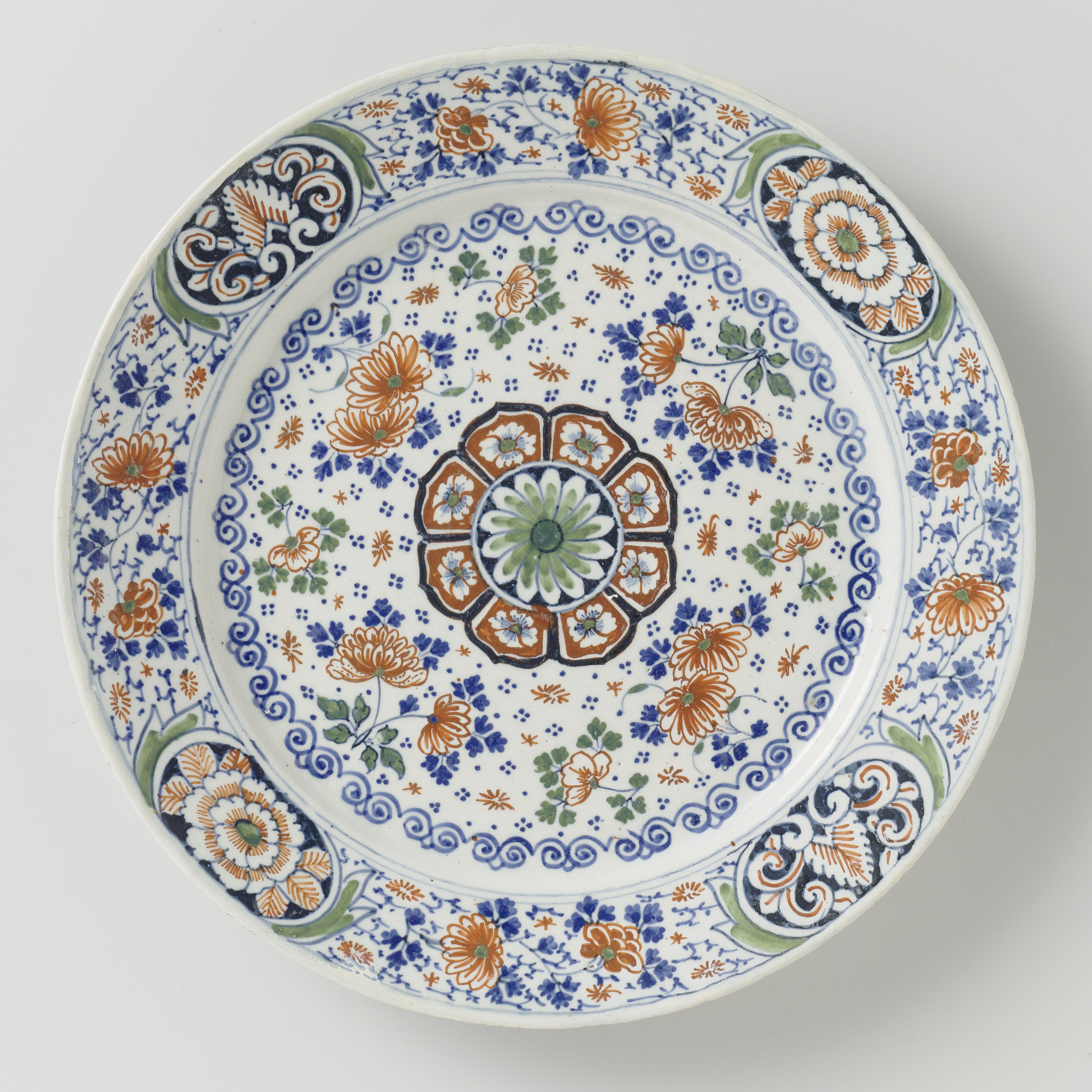
Talerz dekorowany rozetą i motywami kwiatowymi w kolorach zielonym, czerwonym, czarnym i niebieskim, ok. 1700–1725. Rijksmuseum

Obok wyrobów fajansowych malowanych w odcieniach błękitu kobaltowego na białym tle, w Delfcie produkowano i nadal produkuje się fajanse dekorowane różnymi barwami, głównie żółtą, zieloną, niebieską i czerwono-brązową na białym tle. Początki polichromatycznych fajansów z Delftu sięgają XVIII wieku, a ich inspiracją były zdobione różnymi kolorami wyroby ceramiczne z okolic Morza Śródziemnego (majolika z Włoch i Hiszpanii, która dotarła do Holandii po 1550 roku). „Czarne fajanse” (nid. Delfts zwart) to wyroby fajansowe o czarnym tle pokrytym różnobarwnymi dekoracjami. Były w Delfcie wytwarzane już w XVII wieku i stanowiły imitację chińskich wyrobów z laki, które do Holandii przywożono wówczas statkami.
W Delfcie produkowano także białe naczynia bez dekoracji w kolorze (j. nid. wit Delfts) lub z małymi, prostymi dekoracjami, przeznaczone do codziennego użytku w kuchni.

## Proces produkcyjny

### Dawna metoda
Dawna metoda otrzymywania fajansów składała się z następujących etapów: pierwszego wypalania, szkliwienia (glazurowania), malowania (naszkliwnego) i drugiego wypalania.
W XVII wieku uformowane ze specjalnie spreparowanej, plastycznej gliny i wysuszone naczynia były wypalane w piecu garncarskim w temperaturze około 1000 °C, aby otrzymać nieglazurowany, jednokrotnie wypalony produkt, który współcześnie nazywa się biskwitem. Następnie biskwit był szkliwiony. Przez zanurzenie w wannie nakładano topliwą polewę, która po wypaleniu dawała nieprzezroczystą, białą warstwę szkliwa cynowego. Na tej białej i nieprzezroczystej warstwie szkliwa pokrywającej cały przedmiot malarz ręcznie malował dekorację. Głównym składnikiem niebieskiego barwnika był szaroniebieski tlenek kobaltu, który dopiero po wypaleniu uzyskiwał wyraźny niebieski kolor. Po namalowaniu dekoracji przedmiot poddawano ponownemu glazurowaniu, czyli powlekaniu warstwą transparentnego szkliwa ołowiowego, które nadawało dodatkowy blask. Przedmioty umieszczano w piecu garncarskim w specjalnych cylindrach, które chroniły je przed płomieniami i dymem, a następnie poddawano procesowi wypalania w temperaturze 1000 °C.

### Metoda współczesna
Obecnie wyroby fajansowe są produkowane przez fabrykę De Porceleyne Fles w Delfcie według unowocześnionej technologii, wdrażanej od 1876 roku. W tej metodzie stosuje się na biało wypalającą się glinę, maluje bezpośrednio na biskwicie (malowanie podszkliwne), a nie na podkładzie ze szkliwa cynowego, i cały przedmiot pokrywa przezroczystym szkliwem podczas drugiego wypalania.
Z papki otrzymanej ze zmieszania w odpowiednich proporcjach gliny z dodatkiem innych surowców i wody formuje się ręcznie na kole garncarskim pożądany przedmiot lub w tym celu wlewa się papkę do gipsowej formy. Po usunięciu gipsowej formy i wysuszeniu nieglazurowane przedmioty wypala się po raz pierwszy w piecu garncarskim w temperaturze 1120 °C, aby uzyskać tzw. biskwit (biały, porowaty materiał). Na biskwicie malowane są ręcznie dekoracje. Aby otrzymać w efekcie końcowym dekorację w kolorze niebieskim wykorzystuje się barwnik, którego głównym składnikiem jest tlenek kobaltu (CoO). Po naniesieniu dekoracji, która ma kolor szaroniebieski, przedmiot zanurza się w wannie z topliwą polewą lub nakłada się polewę przez spryskiwanie. Głównym składnikiem topliwej polewy jest kwarc. Składnikami dodatkowymi wchodzącymi w jej skład są: skaleń, tlenek ołowiu (PbO) i kwas borowy, które obniżają temperaturę topnienia kwarcu. Polewą całkowicie pokrywa się i maskuje malowidło umieszczone na przedmiocie. Warstwa polewy musi być jednolita i odpowiedniej grubości. Następnie biskwit z wymalowaną dekoracją i pokryty topliwą polewą jest po wysuszeniu ponownie (po raz drugi) umieszczany w piecu garncarskim na 24 godziny, gdzie poddawany jest działaniu temperatury 1100 °C. Podczas drugiego wypalania polewa topi się i staje się przezroczysta, a w wyniku zachodzącej reakcji chemicznej naniesione wcześniej malowidło uzyskuje niebieski kolor charakterystyczny dla fajansów z Delftu.

## Wpływ na ceramikę w Polsce
Pod wpływem przywożonych do Polski fajansów holenderskich w XVII wieku m.in. w gdańskich warsztatach ceramicznych rozpoczęto produkcję kafli i płytek ceramicznych utrzymanych w stylu holenderskim, malowanych barwą błękitną lub fioletową.

## Zbiory muzealne

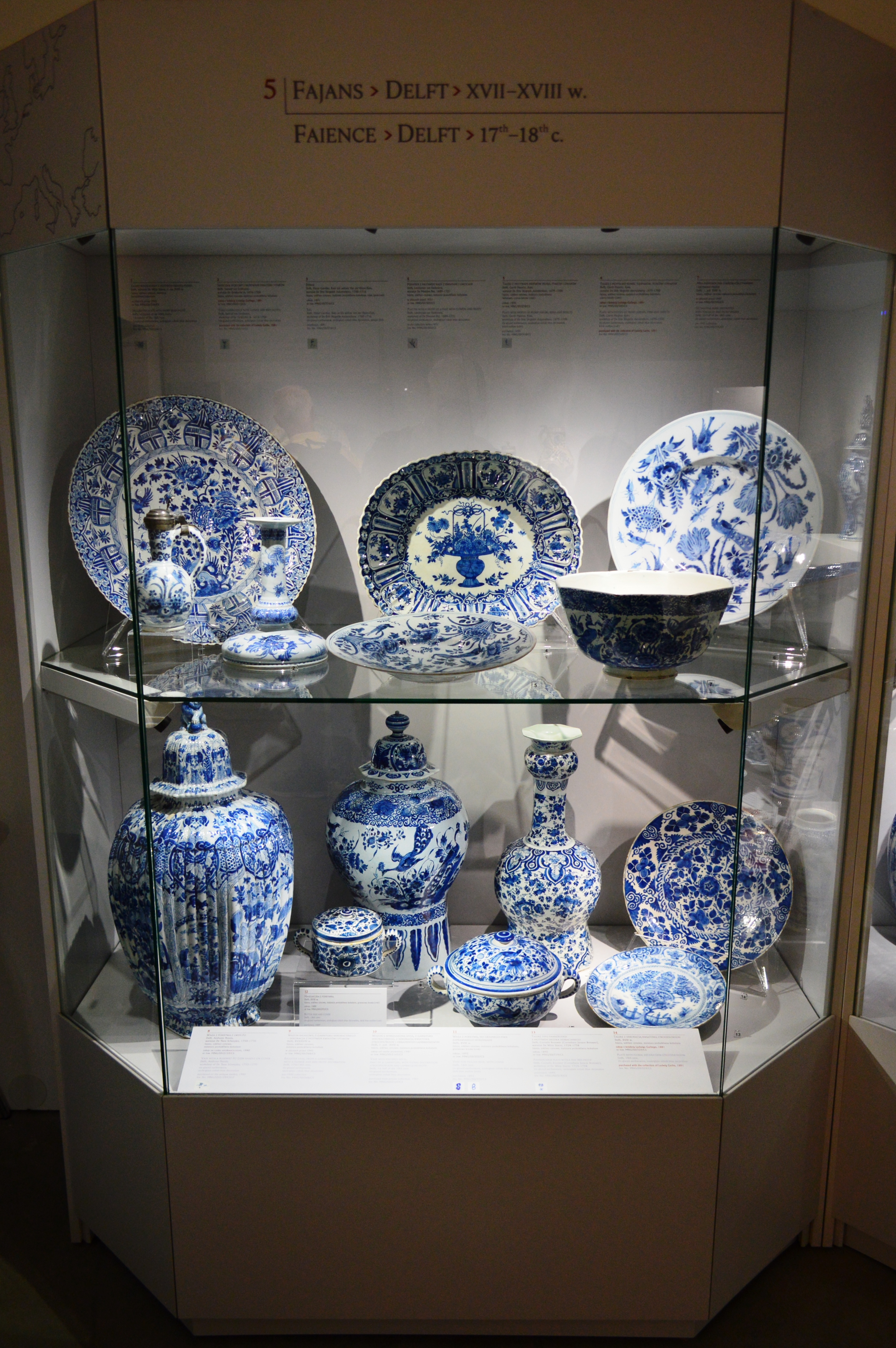
Fajanse z Delftu na wystawie w Muzeum Narodowym w Gdańsku

W Delfcie w Museum Lambert van Meerten można obejrzeć bogatą kolekcję delftów i kafli z XVII do XIX wieku, obok porcelany chińskiej i japońskiej. Także przy fabryce Royal Delft/De Koninklijke Porceleyne Fles, jedynej fabryce fajansów założonej w XVII wieku (1653), która przetrwała w Delfcie do dzisiaj, znajduje się muzeum delftów; podczas zwiedzania fabryki można zapoznać się z procesem produkcyjnym.
W Polsce bogatą kolekcję delftów posiada Muzeum Narodowe w Gdańsku. Obecne obiekty muzealne stanowiły kiedyś element wyposażenia domów bogatych gdańszczan. Kolekcję fajansów z Delftu posiada w swoich zbiorach także Zamek Królewski na Wawelu.

## Współcześnie
Od połowy XIX wieku stosuje się określenie Delfts aardewerk dla wyrobów garncarskich (glinianych) z Delftu.
Obecnie (2012) w Delfcie nieprzerwanie produkuje ceramikę tylko jedna z fabryk założonych w XVII wieku – De Koninklijke Porceleyne Fles/Royal Delft, lecz według innej technologii produkcyjnej i bez pokrywania białym szkliwem cynowym. Współcześnie działają w mieście także trzy atelier, w których artyści-malarze ręcznie dekorują wyroby fajansowe utrzymane w tradycyjnym stylu, oraz galeria prezentująca współczesną ceramikę holenderską.
Współcześni artyści wykorzystują w swoich pracach zarówno tradycyjny, jak i nowoczesny design inspirowany fajansami z Delftu.
W sklepach pamiątkarskich są dostępne masowo produkowane ceramiczne pamiątki utrzymane w stylu dawnych fajansów z Delftu, np. kafle, kubki, filiżanki, naparstki, figurki, dekoracyjne drewniaki i inne ozdoby.